# Frédéric de Roos
Frédéric de Roos, né le 31 janvier 1958 à Bruxelles, est un interprète, professeur de flûte à bec belge et directeur du Conservatoire royal de Bruxelles entre 2003 et 2023.

## Formations et débuts
Enfant, Frédéric de Roos rêve de jouer de la flûte traversière. Ses parents l’inscrivent alors à l’Académie d’Uccle (Bruxelles) où il doit d’abord suivre un an de solfège.
En parallèle, ils l’inscrivent également, en vue de calmer l’impatience de leur fils de toucher à l’instrument, aux cours privés de Silva Devos (nl), professeure de flûte à bec qui habite près de chez eux. La rencontre entre de Roos et la flûte à bec est un coup de foudre. Silva Devos, également professeure au Koninklijk Conservatorium Brussel et au Koninklijk Conservatorium Gent est alors une pionnière de la redécouverte de la musique ancienne en Belgique.
« Enfant, j'étais fan de Jean- Pierre Rampal ou de Ian Anderson, le flûtiste du groupe Jethro Tull. C'est donc de la flûte traversière que je voulais jouer, la seule d'ailleurs que l'on considérait alors comme la `vraie´ flûte. La flûte à bec n'était qu'un instrument d'école. Pour faire de la flûte traversière, je devais d'abord faire un an de solfège à l'académie. Mes parents m'ont proposé en attendant de commencer la flûte à bec, et j'y suis allé en traînant les pieds. Mais j'ai assez vite découvert que c'était pourtant l'instrument qui me convenait, et j'ai abandonné la flûte traversière après quatre ou cinq ans. Je suis convaincu que chacun a un instrument qui lui est génétiquement attaché, et moi c'était la flûte à bec. »
Elève à l’Athénée Robert Catteau (Bruxelles), le jeune de Roos doit, à 17 ans, faire un choix entre sa passion pour le milieu équestre et la musique. Il choisit alors de faire des études de musicologie et obtient son diplôme en 1980 à l’Université Libre de Bruxelles avec un mémoire portant sur "Quelques aspects du répertoire de la flûte à bec au XVIIIe siècle". Ce qui lui permet de redécouvrir et d’éditer plusieurs œuvres oubliées depuis deux siècles, telles que les sonates d'Alessandro Santini ou Garzaroli. On lui propose un poste d’enseignant mais il refuse car il veut être musicien.
Parallèlement à ses études en musicologie, il se perfectionne comme flûtiste. Souhaitant étudier la musique baroque, dont les cours n’existaient pas encore au Conservatoire royal de Bruxelles, c’est aux Pays-Bas auprès de Walter van Hauwe, professeur au Conservatoire d’Amsterdam qu’il poursuit sa formation. Il suit aussi de nombreux stages où il s’initie à la pratique du clavecin, de la viole de gambe et de la musique de la Renaissance.
« La musique baroque me touche particulièrement car elle parle directement aux sentiments (...) La musique baroque est une musique de passions [...]. Il y a toute une théorie qui montre que le but du compositeur entre 1600 et 1750 est directement d'émouvoir l'auditeur ».
Par la suite, en 2000, il devient également titulaire d’un diplôme d’études spécialisées en gestion d’établissement scolaire de l’Université Libre de Bruxelles.

## Interprète

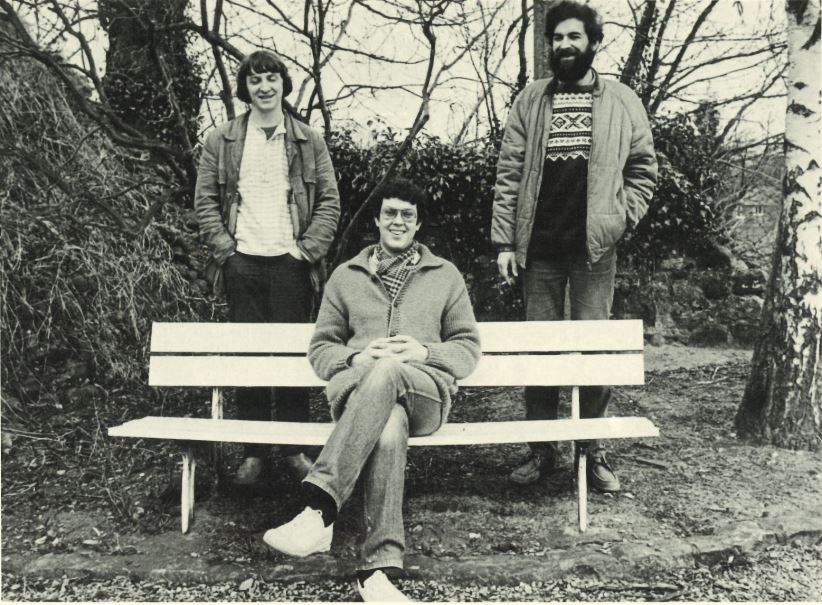
Photographie de Philippe Pierlot, Frédéric de Roos et Jacques Willemyns (Bibliothèque du Conservatoire royal de Bruxelles)

Dès 1976, de Roos donne de nombreux concerts comme soliste avec différents orchestres ou formations de chambre dont le Ricercar Consort, Les Agrémens (qu’il dirige à l’initiative de Dominique Cornil pour le Juillet musical d’Aulne, qui tient à rassembler des acteurs du baroquisme belge), Le Concert des nations (Jordi Savall), Le Nouveau Concert et La Pastorella (qu’il dirige également) mais aussi l'Orchestre royal de chambre de Wallonie, l’orchestre de la RTBF, le Philharmonique de Liège, l'ensemble Arte dei Suonatori (Pologne).
Il joue autant en Belgique qu’à l’étranger : France, Hollande, République tchèque, Portugal, Luxembourg, Finlande, Allemagne, Espagne et Japon.
Dès les années 1980, il conquiert une place de premier plan dans le monde musical baroque.
Interviewé par Alexandre Debrus lors de l'émission télévisée Les Cahiers de notes, Frédéric de Roos se positionne sur la question des musiciens classiques qui jouent sur des instruments modernes, et qui interprètent de la musique baroque : « L'idéal vers lequel on doit tendre est celui d'un musicien qui utilise son instrument comme un instrument (…). Ce qui compte, c'est ce qu'il a dans la tête, dans le cœur, ce qu'il fait passer chez ses auditeurs. »

## Carrière pédagogique

### Professeur de flûte à bec
C’est en 1983 que la musique baroque est introduite au Conservatoire royal de Bruxelles. Frédéric de Roos y est « naturellement » engagé comme professeur de flûte-à-bec, à 25 ans. Sa réputation attire des élèves du monde entier. Actuellement, Frédéric de Roos est toujours titulaire de la classe.
« Si je devais arrêter d'enseigner, ce serait une grande perte, confie-t-il aujourd'hui, même s'il avoue ne pas avoir étudié la musique dans ce seul but. Parce que la transmission musicale, c'est passionnant. On y mêle la compréhension, la sensibilité, l'écoute, tous les aspects de la personnalité. De plus, quand on parle d'art, on touche davantage les gens que dans toute autre matière. »

### Directeur du Conservatoire royal de Bruxelles
Frédéric de Roos est nommé Directeur du Conservatoire royal de Bruxelles en 2003 et dirige l’établissement pendant 20 ans. Il a véritablement marqué l’institution par plusieurs aspects.

### Réforme de l'enseignement artistique au Conservatoire
Avant de devenir directeur, de Roos a déjà lutté, avec d’autres professeurs au sein de l’Union des Professeurs du Conservatoire royal de Bruxelles (devenue asbl UCPCRB), pour une refonte de l’enseignement artistique dans les Conservatoires.
En effet, de 1996 à 2002, il est président de l’Union des professeurs du Conservatoire royal de Bruxelles qui a d’ailleurs « tenu un rôle moteur dans la réforme qui a conduit le Conservatoire à être reconnu comme Enseignement Supérieur Artistique ».
En 2004, le Conservatoire royal de Bruxelles s’aligne sur la formation universitaire et délivre des diplômes de Master, conformément à la réforme de Bologne.
En 2014, Frédéric de Roos contribue à la réorganisation des études au Conservatoire selon le Décret Paysage de la Fédération Wallonie-Bruxelles de Belgique. 

Dans les nouveaux cours donnés au Conservatoire royal de Bruxelles : 
« Lorsque les étudiants reçoivent un cours de marketing et que pour leur examen de fin d'année, les étudiants sont obligés d'organiser leur propre concert en trouvant leur sponsor, leur salle, leur public. Ca, c'est vraiment quelque chose qui est en prise directe sur la réalité (...) et cela rejoint un des axes principaux de notre grand projet pédagogique au Conservatoire est de mettre les étudiants, dans la mesure du possible, en prise avec les réalités de la vie artistique et économique. (...) On donne aussi un an de cours de philosophie. L'idée est fondamentalement qu'un artiste ne peut être un artiste complet qu'à partir du moment où il est non seulement capable d'exercer son art mais d'exercer une réflexion sur son art et sa pratique. Et là, on espère le nourrir et l'aider. » 

### Création de nouveaux départements au Conservatoire royal de Bruxelles
En 2003, de Roos crée le Département de musique ancienne devenu « phare au sein des écoles européennes » et propose « une formation sur des instruments historiques pour des répertoires allant du 16e au 19e siècle ». Plusieurs disciplines sont créées telles que par exemple : le luth, le hautbois baroque, le traverso, le violoncelle ancien, le  pianoforte ou encore le violone.

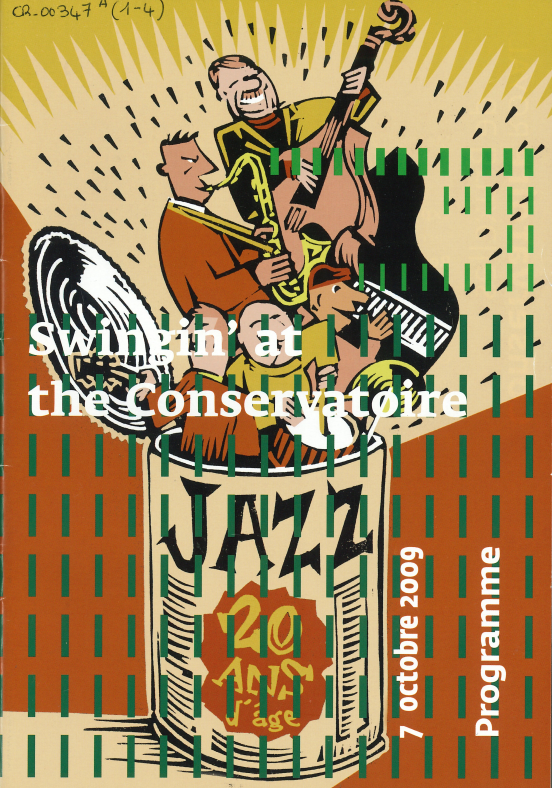
Programme de concert des 20 ans du département Jazz du Conservatoire royal de Bruxelles (Bibliothèque du Conservatoire royal de Bruxelles, B-Bc, CR-00347-(3))

« [Au Conservatoire de] Bruxelles, on a mis en place une série de cours qui sont obligatoires pour les musiciens dit 'classiques' qui passe obligatoirement par un apprentissage de l'instrument baroque correspondant. (...) L'idée est d'élargir les horizons [des étudiants], leur permettre d'interpréter toutes les musiques sur le même instrument mais en pleine connaissance de cause, en pleine possession de leur sens critique, d'une écoute large et finalement l'idée est de faire tomber ces frontières sur lesquelles on a vécu de façon assez ridicule pendant 20 ou 30 ans. Il y avait les « baroqueux » et les autres.»
En 2020, il crée le Département Rythmes et Rythmiques en proposant un cursus de trois ans avec un Bachelier BaRR (Bachelier en Rythmes et Rythmiques).
En outre, il a commémoré les 175 ans du Conservatoire royal de Bruxelles en 2007 et les 20 ans du Département jazz en 2008. 
Il a également fondé en 2004 l’ASBL Les Spectacles du Conservatoire (qui programme en partie les évènements du Conservatoire) et soutenu dès 2006 la création du Festival Courants d’Airs qui permet de « faire découvrir de futurs talents de la scène artistique belge » et d'ainsi « stimuler l'insertion professionnelle» des étudiants.
Depuis 2007, il prépare le chantier de restauration du bâtiment historique, sis Rue de la Régence, du Conservatoire royal de Bruxelles. Les travaux devraient commencer en 2024.

## Discographie
de Roos a réalisé de nombreux enregistrements pour la radio (RTBF, BRT, Radio-France…) et la télévision (RTBF, VRT, NHK).
Sa discographie compte une vingtaine de disques, publiée principalement par Ricercar, mais aussi par Pavane Records (nl), et a été saluée par la presse internationale. Plusieurs ont obtenu des distinctions de la critique internationale : "Choc" du Monde de la Musique, Diapason d’Or en 2000, 2001 et 2004, recommandé par Répertoire, Prix de la Fondation Giorgio Cini (Venise) décerné au meilleur enregistrement Vivaldi de l’année 2002.

### Label Ricercar
- 1985 : Recorder Sonatas de George Frideric Handel, Ricercar (RIC 031007)
- 1988 : G. P. Telemann : Doppelkonzerte mit Blockflöte, Suite a-moll, Ricercar (RIC 044021)
- 1988 : G.P. Telemann: Concerto per flauto e cornu, Ricercar (RIC 049027)
- 1989 : Flauti Diversi de G.P. Telemann, C.P.E. Bach, J.J. Quantz, J.F. Fasch, Graun, J.C. Schickhardt, avec Patrick Beuckels, Ricercar (RIC 057039)
- 1989 : J.S. Bach, Kantate BWV 152, Ricercar (RIC 06141)
- 1990 : Bach, Telemann, Boxberg, Riedel, Deutsche Barock Kantaten (VI), Ricercar (RIC 079061)

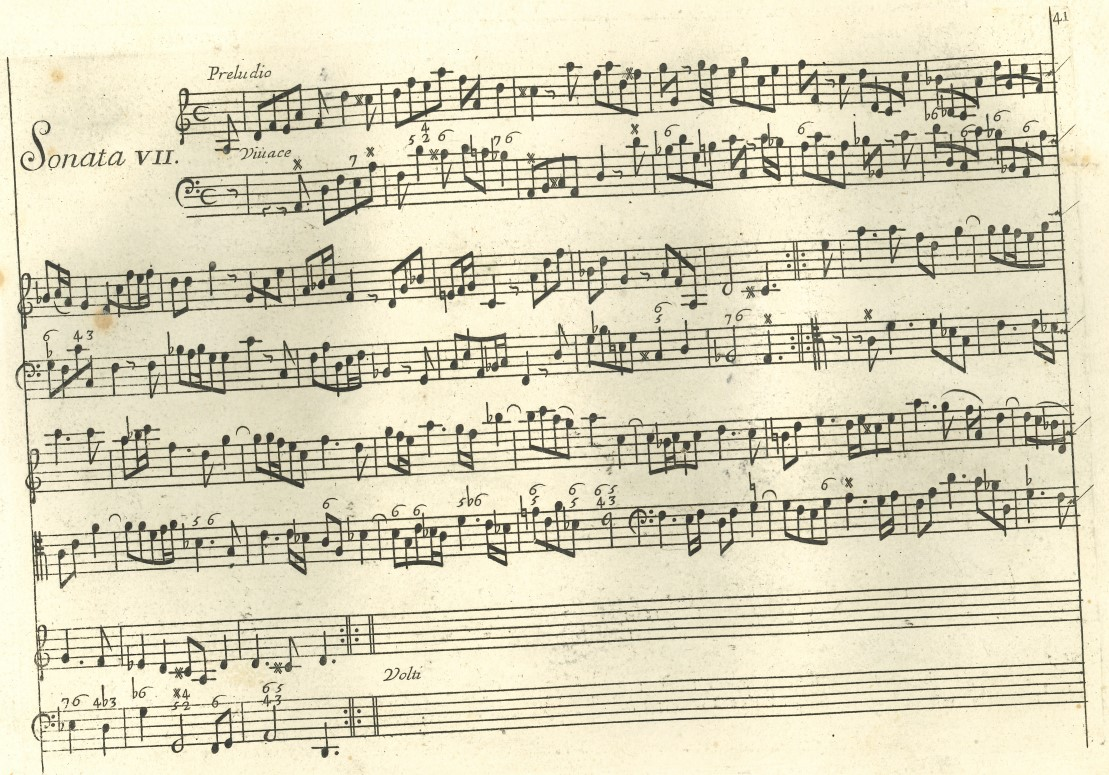
Sonate, opus 5, numéro 7 de Corelli (Bibliothèque du Conservatoire royal de Bruxelles, B-Bc 5662)

- 1990 : Deutsche Barock Kammermusik (III) de Schmelzer, Biber, Pachelbel, Barthali & Turini, Ricercar (RIC 078060)
- 1991 : G. P. Telemann, Kammermusik mit Blockflöte, Ricercar (RIC 102110)

- 1997 : G. P. Telemann, The Art of the Recorder, Ricercar (RIC 205962)
- 1998 : M. Marais, Trios pour le Coucher du Roy, Ricercar (RIC 206482)
- 1999 : Vivaldi, Concerti per flauto op. 10, Ricercar (RIC 206392)
- 2002 : Les Flûtes d’Angleterre : The Delightfull Companion, Ricercar (RIC 220)
- 2004 : Corelli in London, avec Nathalie Houtman, La Pastorella, Ricercar (RIC 235)
- 2009 : Vivaldi : La Stravaganza. La Pastorella, avec la Pastorella, Ricercar (RIC 288)
- 2018 : Vivaldi : 6 Concerti per flauto, op. X & Concerti da Camera (Ricercar in Eco), avec La Pastorella, Ricercar (RIC 130)

### Autres labels
- 1981 : Musique italienne du XVIIIe siècle, avec Jacques Willemyns, Pavane Records (ADW 7055)
- 1983 : Sonates pour flûte à bec de Georg Philipp Telemann, avec Jacques Willemyns, Philippe Pierlot, Pavane Records (ADW 7135)
- 1998 : Le choral luthérien en Thuringe avant et après J. S. Bach, avec Jean Ferrard (SIC 005)
- 2005 : Le choral luthérien en Thuringe avant et après J. S. Bach II, avec Jean Ferrard (SIC 008)

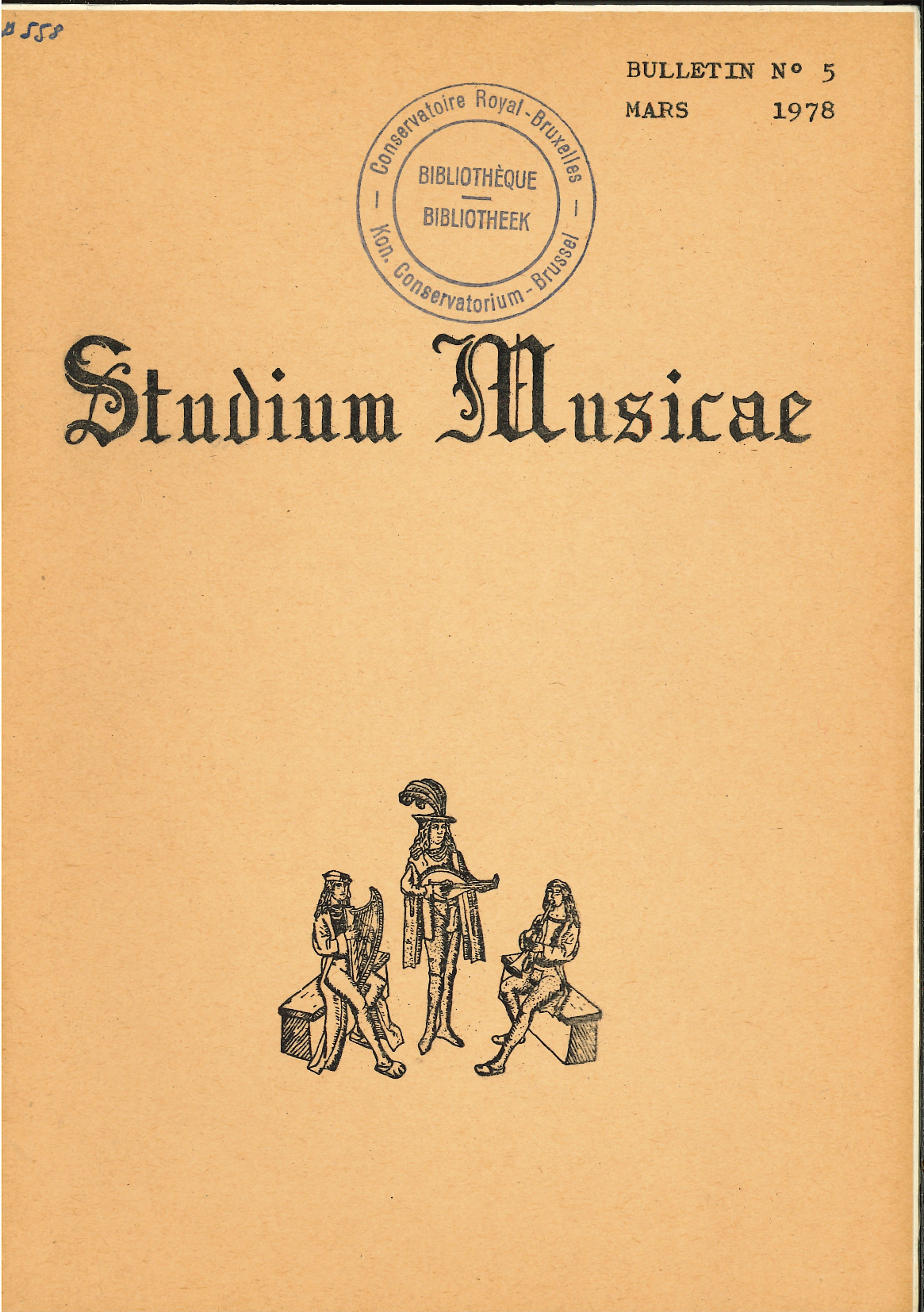
Première de couverture du périodique Studium Musicae, 1978 (Bibliothèque des Conservatoires royaux de Bruxelles, B-Bc SS-0558)

## Publications
- 2000 : Les Conservatoires royaux dans Musique-Musiques, publication annuelle du Conseil de la Musique de la Communauté française (Belgique)
- 2014-2019 : Préface de la Collection du Conservatoire royal de Bruxelles éditée par Castejon Music Editions
- Plusieurs articles dans le périodique consacré à la musique ancienne Studium Musicae dès 1978.

## Prix et distinctions
- 1975 : Premier Prix du Concours international de flûte à bec de Saint Hubert (Festival de Wallonie)[12].
- 1999 : Diapason d’Or pour Les Concertos Opus X de Vivaldi
- 2002 : Diapason d’Or et Prix de la Fondation Giorgio Cini (Venise) pour le meilleur enregistrement vivaldien (Concerti da Camera)
- 2004 : Diapason d’Or pour l’interprétation des Opus 4 et Opus 5 de Corelli
- 2022 : Chevalier de l’Ordre des Arts et Lettres (France)